# David Roet
David Roet (hebräisch דוד רוט; geboren am 13. August 1963) ist ein israelischer Diplomat. Roet ist seit 2023 Botschafter des Staates Israel in Österreich und Ständiger Vertreter Israels bei den Institutionen der Vereinten Nationen in Wien.

## Werdegang
David Roet absolvierte das Bachelor-Studium Economics and Business Administration an der Hebräischen Universität Jerusalem. Anschließend absolvierte er an derselben Universität auch das zugehörige Masterstudium und erlangte damit den akademischen Grad Master of Business Administration.
Von 1992 bis 1996 war Roet erstmals im Dienst des Israelischen Außenministeriums als Erster Botschaftssekretär für politische und wirtschaftliche Angelegenheiten in der israelischen Botschaft in Seoul, Südkorea, tätig. Im Jahr 1996 wurde er als politischer Berater in der für Südostasien zuständigen Abteilung des Außenministeriums tätig, ehe er 1999 abermals auf einen Posten im Ausland berufen und stellvertretender Generalkonsul am israelischen Generalkonsulat für den Mittleren Westen der USA in Chicago wurde.
2004 kehrte David Roet im Zuge der Rotation erneut zurück ins Jerusalemer Außenministerium, wo er Direktor der US-Konsulatsabteilung in der Abteilung für nordamerikanische Angelegenheiten wurde. Im Jahr 2010 übernahm er die Leitung des Büros für Personalschulung im Außenministerium, wobei er für die Entwicklung und Ausarbeitung von Schulungen und Lehrgängen sowie die Anwerbung von neuen israelischen Diplomaten zuständig war.
Im Jahr 2013 wurde David Roet erstmals auf einen Botschafter-Posten bestellt, als er Botschafter und stellvertretender Ständiger Vertreter bei den Vereinten Nationen in New York City wurde. Eine erneute Rückkehr ins israelische Außenministerium folgte im Jahr 2018, als er dort zum Leiter des nordamerikanischen Büros bestellt wurde. 2019 wurde er im Außenministerium zum stellvertretenden Generaldirektor und Leiter der Nordamerika-Abteilung befördert. Dies blieb er bis zum Jahr 2023, als er für den Posten des israelischen Botschafters bei der Republik Österreich und als ständiger Vertreter bei den Institutionen der Vereinten Nationen in Wien nominiert wurde. Seine Ernennung fiel in eine äußerst angespannte Zeit für die israelische Diplomatie, nachdem mit dem Terrorangriff der Hamas am 7. Oktober 2023 der nachfolgende Krieg in Israel und Gaza begonnen hatte.
Roet übernahm den Botschafterposten von seinem Vorgänger Mordechai Rodgold und übergab sein Beglaubigungsschreiben an den österreichischen Bundespräsidenten Alexander Van der Bellen am 21. November 2023.
David Roet ist verheiratet.

## Social-Media-Kampagne und Video-Manipulation (2025)
Bei einem Treffen der Israelitischen Kultusgemeinde Tirol und Vorarlberg am 20. März 2025 in der Synagoge Innsbruck kam es zu mehreren Äußerungen, die später in einem viral verbreiteten Video in stark gekürzter und manipulativ geschnittener Form erschienen. Die Aufnahme wurde von einer Person aus der jüdischen Community heimlich angefertigt, die zu dem Treffen eingeladen war. Im Video sind unter anderem der israelische Botschafter in Österreich, David Roet, sowie weitere Teilnehmer zu sehen. Ein markanter Satz eines Teilnehmers lautet: „I am going to play golf in Gaza whether you like it or not“ („Ich werde in Gaza Golf spielen, ob es euch gefällt oder nicht.“). Diese Aussage wurde nicht manipuliert. Botschafter Roet äußerte sich außerdem zur Todesstrafe im Krieg mit folgenden Worten: „There should be a death sentence to be killed off in war if you are holding a gun even if you're sixteen year old under the UN whatever it is called ... charter a seventeen year old who is holding a grenade.“ („Es sollte im Krieg die Todesstrafe geben für diejenigen, die eine Waffe halten, selbst wenn sie sechszehn Jahre alt sind; laut UN, wie auch immer das heißt, Charter. Ein siebzehnjähriger mit einer Granate.“). Auch dieses Zitat ist im längeren Video authentisch wiedergegeben. Weiterhin sagte der Botschafter in einer Stelle: „Sollten die Europäer verrückt genug sein, in Gaza Geld zu investieren, würden sie es wieder zerstören.“ Hier bleibt die genaue Intention im Gesamtzusammenhang unklar, im viralen Kurzvideo wurde der Satz jedoch ausgespielt, ohne weitere Einordnung. Ein Zitat, das stark manipuliert wurde, ist die Aussage: „Es gibt keine Unbeteiligten in Gaza.“ Während dieses Zitat in gekürzten Versionen als Leugnung von zivilen Opfern oder als Rechtfertigung für Gewalt interpretiert wurde, relativierte Botschafter Roet diese Sichtweise im vollständigen Video deutlich. Er sagte aus, dass manche in Israel diese Auffassung vertreten, er persönlich jedoch nicht zustimmt und diese Meinung nicht teile. Das ursprüngliche Video, das über 32 Minuten lang ist und seit dem 25. März 2025 auf YouTube abrufbar ist, zeigt die Aussagen mit ihrem Kontext und verdeutlicht, wie die viralen Kurzclips vor allem durch schnelle Schnitte und das Auslassen erklärender Zusammenhänge manipuliert wurden. Nach einer Anzeige eines Teilnehmers des Treffens hat die Staatsanwaltschaft Innsbruck ein Ermittlungsverfahren wegen des Verdachts des Missbrauchs von Tonaufnahme- und Abhörgeräten gegen die Person eingeleitet, die das Video aufgenommen hatte. Die Ermittlungen führten am 22. April 2025 zu einer gerichtlich genehmigten Hausdurchsuchung in Tirol, bei der diverse elektronische Geräte beschlagnahmt wurden. Die betroffene Person bezeichnet sich als Teil der jüdischen Community und zeigte sich zugleich solidarisch mit Palästina, kritisierte das Vorgehen der Behörden als Kriminalisierung von Solidaritätsbekundungen mit Palästina.
Roet selbst bezeichnete das kursierende Kurzvideo in einem Interview mit der Wochenzeitung Die Furche als „bewusst irreführend bearbeitet“ von „israelfeindlichen Aktivisten“.